# Rémi Sainte-Marie
Rémi Joseph Gustave Sainte-Marie (ur. 11 stycznia 1938 w La Minerve, zm. 18 czerwca 2022 w Montrealu) – kanadyjski duchowny rzymskokatolicki posługujący w Malawi, w latach 2007-2011 biskup i 2011-2013 arcybiskup Lilongwe.

## Życiorys
Święcenia kapłańskie przyjął 29 czerwca 1963. 14 lutego 1998 został prekonizowany biskupem pomocniczym Dedza ze stolicą tytularną Molicunza. Sakrę biskupią otrzymał 9 maja 1998. 7 września 2000 objął urząd ordynariusza. 18 lutego 2006 został mianowany biskupem koadiutorem Lilongwe, a 4 lipca 2007 objął stolicę diecezjalną. 9 lutego 2011 został podniesiony do godności arcybiskupa. 3 lipca 2013 przeszedł na emeryturę.